# 파파독 플러스
《파파독 플러스》는 2016년 11월 24일부터 2017년 2월 16일까지 매주 목요일 오후 5시에 방송했던 애니메이션이다.

## 방영 일시
| 방영 채널 | 방영 기간                          | 방영 시간                  |
| --------- | ---------------------------------- | -------------------------- |
| KBS 2TV   | 2016년 11월 24일 ~ 2017년 2월 16일 | 목요일 오후 5시 ~ 5시 30분 |

## 등장 인물

### 별이네 가족
- 유봉구/파파(성우: 최한)
  - 나이는 만 39세. 투니제과 해외영업부 소속. 장기출장으로 집을 비우는 일이 많다. 늘 'P' 자가 새겨진 파란색 모자를 쓰고 다닌다. 자장면과 맥주를 좋아하고 프로레슬링을 동경하며 그 기술들을 딸에게 전수한다. 3인조 여성 그룹 큐티스의 열혈팬이다. 1년 동안 아프리카로 출장을 나갔다가 한국으로 돌아오는 비행기 안에서 도움을 드린 할아버지가 답례로 주신 개 조각상을 잃어버리는 바람에 개로 변신하게 된다. 개로 변했을 때 이름은 '파파' 이고, 이 이름은 별이가 붙여준 이름이다. 개로 변신한 이후로는 유일하게 말이 통하는 별이가 가는 곳마다 따라다니며 여러 가지 도움을 주지만 때로는 의도치 않게 일이 꼬이기도 한다.  학교에 올 때마다 자신을 쫓아내는 교감선생님과는 천적관계. 개코 탐정단의 마스코트.
- 백향기(성우: 김현지)
  - 1979년 4월 2일생. 나이는 만 37세. 심쿵제과 기획개발팀 소속. 24시간이 모자란 워킹 열혈 엄마. 유봉구가 개로 변신한 이후로는 실질적인 집안의 가장이다. 회사에서는 베테랑 사원이지만 집에서는 3남매의 엄마이다. 늘 아침마다 벌어지는 전쟁 때문에 정신이 오락가락 하여 작은 사고들을 일으키지만 그럴 때마다 늘 별이의 도움을 많이 받는다. 쌍둥이들을 챙기느라 별이에게 신경을 써주지 못해 미안해 한다.
- 유별(성우: 김서영)
  - 나이는 10살. 꿀잼초등학교 3학년 1반 소속. 유봉구와 백향기의 맏딸. 시은이와 한우의 절친. 아빠를 닮아서 운동 신경이 좋아 운동 중에 제일 좋아하는 운동은 프로레슬링이다. 3인조 여성 그룹 큐티스의 열혈팬이다. 유봉구가 개가 되어가는 과정을 본 인물이다. 전쟁이 벌어지는 아침마다 바쁜 엄마를 대신하여 쌍둥이를 돌봐준다. 엄마가 위기에 처할 때 가장 빨리 나서서 엄마를 구해주는 엄마의 든든한 보디가드. 시은이의 영향을 받아 유행에 관심이 아주 없지는 않다. 큐티스의 노래로 시은이와 한우와 함께 오디션에 출현한다. 개코 탐정단의 명탐정.
- 유천하 & 유장사: 유봉구와 백향기의 쌍둥이 아들이자 별이의 동생들. 아빠의 운동신경을 물려받았기 때문에 나이에 맞지 않는 괴력을 소유하고 있다. 아프리카의 정기를 받고 태어난 쌍둥이들이다. 어느 날 집에 갑자기 나타난 '파파'와 함께 노는 것을 좋아한다. 파란색 옷을 입은 아이는 '천하' 이고, 노란색 옷을 입은 아이는 '장사'이다.

### 시은이네 가족
- 김감욱(성우: 김지율)
  - 시은이의 아빠. 과묵하다 못해 말이 없어서 아내가 항상 옆에서 대사를 읊어준다. 파파의 이상한 행동을 보아도 과묵한 성격탓에 아무에게도 말하지 못하고 혼자서 끙끙 앓는 인물이다.
- 김미자(성우: 임윤선)
  - 시은이의 엄마이자 짱짱 아파트 부녀회장. 매사에 참견하고 나대기 좋아한다.
- 이시은(성우: 김새해)
  - 나이는 10살. 꿀잼초등학교 3학년 1반 소속. 별이와 한우의 절친. 유행에 예민하고, 패션에 관심이 많다. 핸드폰으로 인증샷을 많이 찍는다. 3인조 여성 그룹 큐티스의 열혈팬. 개코 탐정단의 연기 담당.

### 같은 반 친구들
- 최한우(성우: 방연지)
  - 나이는 10살. 꿀잼초등학교 3학년 1반 소속. 별이와 시은이의 절친. 누나가 4명인지라 예민하고 소심한 면이 있다. 3인조 여성 그룹 큐티스의 열혈팬. 개코 탐정단의 아이디어를 먼저 낸 사람이자 탐정단의 파워를 담당함. 별명은 나는돈가스.
- 김우빈(성우: 이수진)
  - 나이는 10살. 꿀잼초등학교 3학년 1반 소속. 쿨하고 시원시원한 소년으로 잘생긴 외모로 운동과 공부 모두 잘하는 엄친아. 기계를 다룰 줄 알고 만들 줄도 안다. 때문에 개코 탐정단에서 기계를 담당한다.
- 박동찬(성우: 임윤선)
  - 나이는 10살. 꿀잼초등학교 3학년 1반 소속. 3총사 유별, 이시은, 최한우와 상극인 악동으로, 철이 없고 고집이 세며 장난치는 것을 좋아한다. 티격태격해도 그들이 하는 모든 일에 빠짐없이 참여하는 아이. 3인조 여성 그룹 큐티스의 팬. 개코 탐정단에서 평소 장난에 써왔던 도구들로 시너지 효과를 내는 일명 '골탕의 신' 역할을 톡톡히 해내고 있다.
- 주현아 (성우: 김가령)
  - 나이는 10살. 꿀잼초등학교 3학년 1반 소속. 촬영으로 인해 결석을 자주한다. 나서는 것을 좋아해서 학교의 어떤 행사에도 빠지지 않고 MC역할을 자처한다. 자기가 인기많은 유명 아역배우로 생각하고 있다.

### 학교 선생님과 관련 인물
- 최규칙(성우: 이인성)
  - 꿀잼초등학교 교감선생님이다. 깐깐하고 무서운 성격으로 인해 학교에서는 대마왕이라 불린다.
- 강한이(성우: 이호산)
  - 별이네 반 담임 선생님. 교육철학은 '어렸을 땐 신나게 뛰어 노는 것이 최고'이다. 첫 인상과는 다르게 무척이나 마음이 따뜻한 선생님이다. 아이들의 갈등은 운동으로 풀고 친해지는 것도 운동으로 친해져야 한다는 자신만의 철학을 가지고 아이들을 지도한다. 늘 추리닝 차림에 체육시간이면 아이들과 어울려 축구 한 판을 하는, 아이들과 소통을 많이 하는 선생님이다.

### 파파독과 관련된 인물들
- 꼬붕1/깜찍이(성우: 이호산)
  - 터프한 전라도 사투리를 구사한다. 파파독에게 배운 쾌변춤을 아침마다 춘다. 기계를 다루는 능력이 뛰어나다. 주인에게 애교를 떠는 것이 수준급이다.
- 꼬붕2/알렉스(성우: 강호철)
  - 코믹한 조선족 사투리를 구사. 파파독에게 배운 쾌변춤을 아침마다 춘다. 뛰어난 미적 감각을 가지고 있으며 취미는 그림이다.
- 줄리엣: 파파독을 짝사랑 하는 동네 개이다. 평소엔 지저분하고 꾀죄죄해 보이지만, 길게 내린 앞머리 밑에는 초롱초롱한 눈이 숨어있다.

### 단역
- 할아버지(성우 - 이인성) - 유봉구를 개로 만든 장본인. 1화 '우리 아빠는 개 입니다' 편에서 나온 인물이다. 비행기 안에서 유봉구의 도움을 받고 한국에 도착한 후 유봉구에게 집안 가보로 내려오는 개 조각상을 선물한다. 유봉구가 개 조각상을 잃어버리자 갑자기 등장 하여 유봉구에게 개 조각상을 찾지 못하면 평생 개로 살아야 한다는 경고를 주고 사라져 버린다. 'LOVE PEACE' 가 새겨진 모자를 쓰고 다닌다
- 마부장 - 3화 '엄마의 하루' 편에서 나온 인물이다. 심쿵제과 기획개발팀 부장으로 백향기의 상사이다. 한 때 유봉구가 심쿵제과에서 근무 하였을 때 유봉구의 상사였었다. 직장경력이 어느 정도 되는 백향기에게 커피 심부름을 시키고, 뒷담화를 하는 등 인성이 좋지 않다.
- 훈 - 5화 '별이가 왕따라고?' 편에서 나온 인물이다. 나이는 10살. 꿀잼초등학교 3학년 1반 소속. '지저분하다'라는 이유 하나로 3학년 1반에서 왕따를 당하고 있다. 그러나 별이 덕분에 친구들 사이에 낄 수 있게 되었다.
- 김헐규 - 7화 '한우 남자만들기' 편에서 나온 인물이다. 청코너 두 번째 선수로서 초등학생 같지 않은 덩치의 소유자이다.
- 최졸부 - 9화 '개 조각상을 찾아라' 편에서 나온 인물이다. 대박그룹의 회장이다. 경매에서 비싼 돈을 주고 유봉구가 잃어버린 개 조각상을 샀다. 뉴스를 보고 찾아 온 듯한 별이와 파파가 자기의 개 조각상을 노리는 것을 알고 가짜로 바꿔 놓는다. 헬리콥터를 타고 바다를 지나는 도중 헬리콥터가 흔들리는 바람에 그만 개 조각상을 바다에 빠트리고 만다.
- 백장미 외 2명 - 11화 '무서운 언니들' 편에서 나온 인물이다. 나이는 12살. 꿀잼초등학교 5학년 재학중. 들리는 소문에 의하면 중학생 언니들과도 어울린다는 말이 있을 정도로 악명 높은 아이이다. 바닥에 떨어진 시은이의 립밤을 주운 뒤에 다시 돌려주지 않고 가져간다. 별이가 하는 말을 장난으로 듣고 무시한 것이 화근이 되어 별이와 파파가 만들어낸 4번에 걸친 불운 끝에 별이에게 립밤을 돌려준다.
- 우사인 너트 - 12화 '내가 꼴지라니' 편에서 나온 인물이다. 자메이카 출신의 영어 강사. 블라블라 영어학원에서 근무 하고 있다. 별이와 한우 그리고 시은이가 속해있는 반의 담당 선생님이다. 한국어로 수업을 진행하는데 어려움이 없을 정도로 한국어에 능통하다. 달리기가 엄청 빠르지만 별이는 따라잡지 못한다. 자메이카의 육상 선수 '우사인 볼트'를 패러디 하였다.

## 에피소드 목록
| 회차 | 제목                                          | 방송 일자        |
| ---- | --------------------------------------------- | ---------------- |
| 1화  | 온라인 게임목격자 별이                        | 2016년 11월 24일 |
| 2화  | 체인지, 개가 된 별이천하장사, 시은에게 반하다 | 2016년 12월 1일  |
| 3화  | 캠핑장에서 만난 아빠드라마의 유혹             | 2016년 12월 8일  |
| 4화  | 동찬이 할머니봉구와 향기의 러브스토리         | 2016년 12월 15일 |
| 5화  | 춤추는 교장선생님파파독, 애교 만점!           | 2016년 12월 22일 |
| 6화  | 할머니와 파파독생일파티 대소동                | 2016년 12월 29일 |
| 7화  | 떡볶킹 대작전개코 탐정단 vs 미스터 Q          | 2017년 1월 5일   |
| 8화  | 별이의 남편은 누구?시은의 새로운 단짝         | 2017년 1월 12일  |
| 9화  | 나홀로 아파트에고양이 습격 사건               | 2017년 1월 19일  |
| 10화 | 내가 바로 진짜 어린이선생님의 데이트          | 2017년 1월 26일  |
| 11화 | 우빈이의 결투별이의 꿈                        | 2017년 2월 2일   |
| 12화 | 가을 운동회, 떠나는 파파독돌아온 아빠         | 2017년 2월 9일   |
| 13화 | 아빠, 바빠도 너무 바빠아빠의 선택             | 2017년 2월 16일  |

## 시청률
| 회차 | 방송 일자        | 전국 시청률(증감치) |
| ---- | ---------------- | ------------------- |
| 1회  | 2016년 11월 24일 | 0.6%                |
| 2회  | 2016년 12월 1일  | 0.3%                |
| 3회  | 2016년 12월 8일  | 0.5%                |
| 4회  | 2016년 12월 15일 | 0.6%                |
| 5회  | 2016년 12월 22일 | 0.4%                |
| 6회  | 2016년 12월 29일 | 0.4%                |
| 7회  | 2017년 1월 5일   | 0.4%                |
| 8회  | 2017년 1월 12일  | 0.4%                |
| 9회  | 2017년 1월 19일  | 0.5%                |
| 10회 | 2017년 1월 26일  | 0.4%                |
| 11회 | 2017년 2월 2일   | 0.5%                |
| 12회 | 2017년 2월 9일   | 0.3%                |
| 13회 | 2017년 2월 16일  | 0.2%                |

## 같이 보기
- 파파독
- 신비아파트